# کریستین مک‌فارلین
کریستین مک‌فارلین (انگلیسی: Christian McFarlane؛ زادهٔ ۲۵ ژانویهٔ ۲۰۰۷) بازیکن فوتبال اهل بریتانیا است که در حال حاضر برای باشگاه فوتبال منچستر سیتی بازی می‌کند.

## دوران باشگاهی
مک‌فارلین محصول آکادمی جوانان جیگز ساکر است، وی در سال ۲۰۱۸ به آکادمی جوانان نیویورک سیتی منتقل شد و به تدریج در رده‌های جوانان آن‌ها پیشرفت کرد. در ۱۶ سپتامبر ۲۰۲۱، در سن ۱۴ سال و هفت ماهگی، اولین قرارداد حرفه‌ای خود را با باشگاه فوتبال نیویورک سیتی امضا کرد. بدین ترتیب او سومین بازیکن جوان بود که قراردادی با یک باشگاه تحت نظر MLS امضا کرد. او به باشگاه فوتبال نیویورک سیتی ۲ ارتقا یافت و اولین بازی حرفه‌ای و بزرگسالان خود را به عنوان بازیکن تعویضی در نیمه اول در پیروزی ۲–۱ بر باشگاه فوتبال اینتر میامی ۲ در ۲۹ مه ۲۰۲۲ انجام داد.
در ۲۷ ژانویه ۲۰۲۵، مک‌فارلین توسط نیویورک سیتی به باشگاه هم‌خانواده گروه سیتی فوتبال، منچستر سیتی فروخته شد.

## دوران ملی
وی همچنین در تیم‌های ملی فوتبال زیر ۱۶ سال انگلستان، زیر ۱۷ سال ایالات متحده آمریکا، زیر ۱۷ سال انگلستان و زیر ۱۸ سال انگلستان بازی کرده است.